# Andreas Möller (fodboldspiller)
 Der er flere personer med dette navn, se Andreas Møller.
Andreas "Andy" Möller (født 2. september 1967 i Frankfurt am Main, Vesttyskland) er en pensioneret tysk fodboldspiller, der spillede som midtbanespiller hos de tyske klubber Eintracht Frankfurt, Borussia Dortmund og Schalke 04, samt for Juventus F.C. i Italien. Han var desuden en årrække fast mand på Tysklands landshold, som han blev både verdensmester og europamester med.

## Klubkarriere
Möller startede sin seniorkarriere i 1985 hos Eintracht Frankfurt, som han var tilknyttet i flere perioder i løbet af karrieren. Sine største succeser oplevede han dog under sine to ophold hos Borussia Dortmund. Han vandt med klubben to tyske mesterskaber, én DFB-Pokaltitel samt Champions League og Intercontinental Cup i 1997. Med Juventus F.C. vandt han i 1993 UEFA Cuppen.

## Landshold
Möller nåede over en periode på tolv år at spille 85 kampe og score 29 mål for Tysklands landshold. Han debuterede for holdet i 1988 og var efterfølgende med til at blive verdensmester ved VM i 1990 i Italien og europamester ved EM i 1996 i England. Han var desuden med i den tyske trup til EM i 1992 i Sverige, VM i 1994 i USA og VM i 1998 i Frankrig.

## Titler
Bundesligaen
- 1995 og 1996 med Borussia Dortmund

DFB-Pokal
- 1989 med Borussia Dortmund
- 2001 og 2002 med Schalke 04

Champions League
- 1997 med Borussia Dortmund

Intercontinental Cup
- 1997 med Borussia Dortmund

VM
- 1990 med Tyskland

EM
- 1996 med Tyskland